# 루손섬
루손섬(타갈로그어: Luzon)은 필리핀 북부에 있는 필리핀에서 가장 큰 섬이다. 면적은 104,688 km2로 세계에서 17번째로 큰 섬이다.

## 개요
수도인 마닐라와 필리핀에서 가장 큰 도시인 케손시티가 이 섬에 있다. 세계에서 17번째로 큰 섬이자, 세계에서 4번째로 인구가 많은 섬이기도 하다. 필리핀의 정치 경제에서 특히 중요한 위치를 차지하고 있다.
섬의 주요 부분은 대개 직사각형이고, 그 남쪽에는 긴 비콜반도가 뻗어 있다. 섬은 최대 남북 길이가 약 740 km, 동서 길이가 약 225 km이다. 마닐라만과 링가옌만을 대표로 하는 많은 만이 있다.
루손섬과 그 주변의 섬들로 이루어져 있다. 루손 군도는 민다나오섬, 비사야 제도와 함께 필리핀 제도를 구성하는 세 개의 군도로 꼽히고 있다.
루손섬은 루손 외에 바시 해협을 사이에 두고 타이완과 마주하며 바탄 제도(바타네스 주), 그 남쪽의 바부얀 제도, 루손섬 남부 카탄두아네스섬, 보아쿠섬(마린두쿠주), 마스바테섬, 론부론섬, 민도로섬 등으로 구성되어 있다.

## 역사
필리핀에서 가장 오래된 인류는 22,000년 전에 당시 육지였던 아시아 대륙에서 횡단해 온 후기 구석기 시대의 사람이었다고 볼 수 있다. 네그리토와 아에타 등의 원주민은 이 시대 사람들의 후예로 여겨진다. 기원전 2500년 무렵부터 대만에서오스트 사람이 카누로 바다를 건너, 말레이 군도 등 태평양 전역에 확산되기 시작했다. 현재 필리핀 사람들의 대부분은 오스트로네시아어족에 속하는 말레이폴리네시아어군의 갈래를 말한다.
루손은 중국과 동남아, 인도, 아랍과 중계 무역으로 번영 하였다. 또한 일부 루손 사람들은 말레이계 상인들을 통해 이슬람을 받아들였다. 중국의 기록에 따르면 현재 마닐라의 일부인 톤도(동도)에 수도를 둔 "여송국(呂宋國)"이라는 존재가 기록되어 있으며, 몽골 제국과의 전투에서 패배한 남송의 잔당이 도착하여 건국했다는 설도 있다. 스페인 정복을 전후하여 일본 상인도 루손과 교역을 했고, 일본 전국 시대의 상인 〈루손 수케자에몬〉(呂宋助左衛門, Ruson Sukezaemon)이 여기에서 무역상을 경영함으로써 막대한 부를 얻었다. 1500년대 초반, 말라카를 정복했던 포르투갈인들은 중국과 말라카 사이에 있던 이 무역 국가를 "루소니아"(Luçonia) 또는 "루손"(Luçon)라고 적고 있다.
1809년 6월 26일 조선왕조실록 순조 9년에는 1801년 표류한 여송국인들을 송환하라는 명령을 내렸다. 전라남도 신안군 출신의 상인 문순득(文淳得)은 홍어를 팔기 위해 거문도로 향하다 폭풍으로 배가 유구국까지 떠내려가고 필리핀과 중국을 거치는 3년 2개월의 여정 끝에 조선으로 돌아온 인물로 정약전의 《표해시말》에서 그의 일화가 소개되었다. 그는 그 경험으로 국적도 알 수 없고 언어가 통하지 않는 이들과 대화를 하여 그들을 송환할 수 있게 도왔다.

## 민족・언어・종교

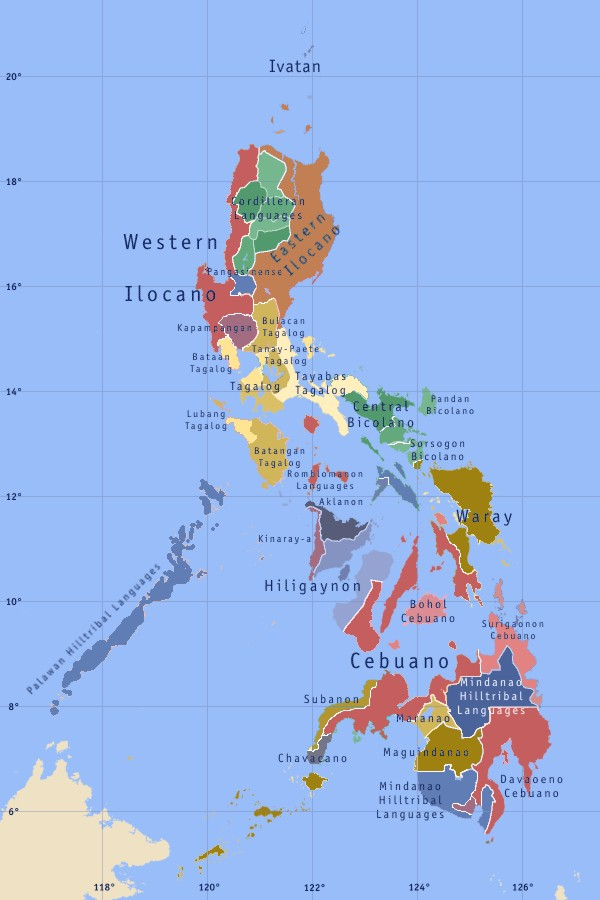
필리핀의 언어와 민족의 분포

루손섬에 사는 민족은 말레이계가 대부분이지만, 언어마다 몇 개로 구분된다. 북부의 일로코스 지방이나 카가얀밸리 지방에는 일로카노어를 말하는 일로카노족이 산다. 중부의 팡가시난주에는 팡가시난어를 말하는 팡가시난족이, 팜팡가주나 타를라크주에는 팜팡가어를 말하는 팜팡가족이 산다. 마닐라 주위 및 그 남쪽은 타갈로그어가 쓰이며, 한층 더 남쪽의 비콜반도에서는 비콜라노어가 쓰인다. 또 산악부에는 소수민족이 산다. 삼발레스주의 아에타 족, 카가얀주의 이바나그 족, 코르디예라 행정구의 이고로트족은 그 대표적 존재이다.
역사적으로 중국인・일본인・스페인인・미국인의 피를 이어받는 사람도 많다. 근년에는 필리핀 중부나 남주의 제민족(諸民族)출신자가 마닐라에 살며, 인도・중국・한국 등에서의 이민도 많아지고 있다.
전술(前述)의 주요한 언어는 말레이폴리네시아어군에 속해 있다. 국어인 필리핀어도 이 속의 타갈로그어를 기초로 하고 있다. 영어교육을 받은 사람도 대부분이고, 높은 교육을 받은 사람들은 비즈니스씬에서 영어를 말한다. 화교중에는 푸젠성남부의 민난어방언인 란낭어(咱儂話)를 말하는 사람도 있다.
스페인어는 식민지시대에는 높은 교육을 받을 수가 있었던 필리핀인 엘리트와 스페인인지배자의 언어이며, 필리핀 혁명후의 마르코스 공화국헌법에서도 공용어로 여겨졌다. 하지만 인구의 대부분을 차지하는 농민들은 스페인어교육을 받지 않았기 때문에 지방언어밖에 말할 수 없고, 정치에도 관계될 수가 없었다. 미국통치시대, 영어교육이 일반사람들에게도 행해졌기 때문에 스페인어이용은 격감했다.
루손 섬의 주요한 종교는 로마 가톨릭이지만, 미국통치시대이후에 퍼진 프로테스탄트, 필리핀 혁명시대에 가톨릭에서 분리한 필리핀 독립교회(Philippine Independent Church / Iglesia Filipina Independiente), 20세기초에 탄생한 크리스트교계 신흥종교 이글레시아 니 크리스토(Iglesia Ni Cristo)의 신자도 많다. 산악부를 중심으로 전통적인 애니미즘 등도 살아있다. 이 외에도 필리핀남서부출신의 모로인이나 중국이민이 만닐라에 증가했던 것에 의해서, 이슬람교나 불교도 확대를 보이고 있다.

## 지리
섬의 서쪽은 남중국해(필리핀에서는 루손해), 동쪽은 필리핀해, 북쪽으로는 루손 해협을 사이에 두고 타이완섬이 있다.

## 행정 구분

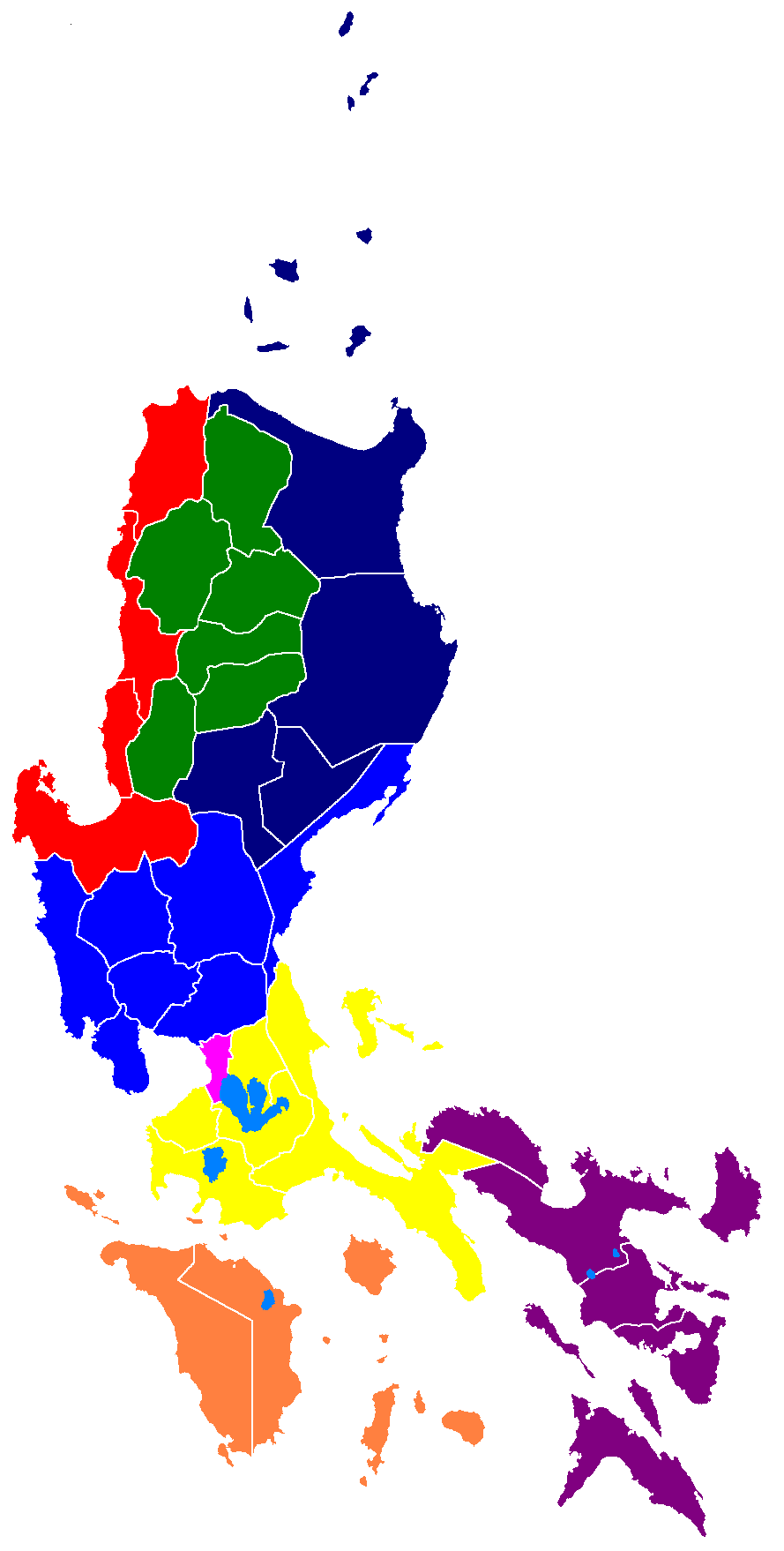
지방별 루손 지도
비콜
카가얀밸리
칼라바르손
중앙루손
코르디예라
일로코스
마닐라 수도권
미마로파

- 일로코스 지방 Ilocos Region (Region I)
  - 북일로코스주
  - 남일로코스주
  - 라우니온주
  - 팡가시난주
- 카가얀밸리 지방 Cagayan Valley (Region II)
  - 바타네스주
  - 카가얀주
  - 이사벨라주
  - 누에바비스카야주
  - 키리노주
- 중앙루손 지방 Central Luzon (Region III)
  - 아우로라주
  - 바탄주
  - 불라칸주
  - 누에바에시하주
  - 팜팡가주
  - 타를라크주
  - 삼발레스주
- 칼라바르손 지방 CALABARZON (Region IV-A)
  - 카비테주
  - 라구나주
  - 바탕가스주
  - 리살주
  - 케손주
- 미마로파 지방 MIMAROPA (Region IV-B)
  - 롬블론주
  - 팔라완주
- 비콜 지방 Bicol Region (Region V)
  - 알바이주
  - 북카마리네스주
  - 남카마리네스주
  - 카탄두아네스주
  - 마스바테주
  - 소르소곤주
- 코르디예라 행정구 (Cordillera Administrative Region, CAR)
  - 아브라주
  - 아파야오주
  - 벵게트주
  - 이푸가오주
  - 칼링가주
  - 마운틴주
- 마닐라 수도권 (National Capital Region, NCR)
  - 마닐라
  - 라구나주
  - 카비테주
  - 리살주
  - 불라칸주

## 산업
루손은 농업, 임업, 공업, 서비스업 등의 산업이 존재하며, 필리핀의 주요 산업 지역이다.
이 섬의 쌀 생산량은 전국의 60 %를 차지하고, 특히 중앙평야와 카가얀평야가 그 중심이다. 남부 루손과 비코루반도는 코코 야자의 재배가 활발하며 세계 최대 규모의 농장이 있으며, 생산되는 코프라는 필리핀의 주요 수출품이다.
수도권 메트로 마닐라는 필리핀의 주요 기업의 대부분이 집중되어, 서비스업과 제조업의 중심지가 되고 있다.

## 인구
| 연도                               | 인구       | ±% p.a. |
| ---------------------------------- | ---------- | ------- |
| 1990                               | 30,782,432 | —       |
| 2000                               | 39,584,158 | +2.55%  |
| 2010                               | 48,520,774 | +2.06%  |
| 2015                               | 53,336,134 | +1.82%  |
| Source: National Statistics Office |            |         |

## 같이 보기
- 필리핀의 지방
- 필리핀의 주
- 루손 전투
- 비사야 제도
- 민다나오섬